# ماکس برود
ماکس برود (آلمانی: Max Brod؛ زاده ۲۷ مهٔ ۱۸۸۴ درگذشته ۲۰ دسامبر ۱۹۶۸) نویسنده، آهنگساز و روزنامه‌نگار آلمانی‌زبان یهودی‌تبار اهل چک و سپس اسرائیل بود. وی گرچه خودش نویسندهٔ پرکاری بود اما بیشتر به عنوان زندگی‌نامه‌نویس و دوست فرانتس کافکا مشهور است که از وصیت کافکا مبنی بر سوزاندن آثارش پیروی نکرد و آن‌ها را به چاپ رساند.